# You Me at Six
You Me at Six (ook wel yma6, ym@6 of ymas) is een Britse poprockband uit Weybridge, Surrey.

## Leden
- Joshua (Josh) James Alphonse Franceschi (zang)
- Max Micheal Helyer (gitaar, zang)
- Christopher (Chris) James Miller (gitaar)
- Matthew (Matt) James Barnes (basgitaar)
- Daniel (Dan) David Flint (slagwerk)

Voormalige leden
- Joe Phillips (slagwerk)

## Geschiedenis
Hun eerste uitgave was een ep in 2005, daarna volgde nog een aantal singles. Hun populariteit steeg (binnen het genre) langzaam. In 2008 volgde hun eerste studioalbum.
De band You Me at Six is opgericht in Weybridge. Van 2005 tot 2007 had de band verschillende kleine concerten, die verspreid waren over het Verenigd Koninkrijk. In de beginjaren van You Me at Six werden de muziekstukken vaak gedomineerd door geschreeuw, bijvoorbeeld op de eerste ep We Know What’s Like to Be Alone. Een andere ep kwam uit in 2007, maar heeft geen naam. Vanaf 2007 had de band ook grotere concerten, ze tekenden bij het label Slam Dunk en Craig Jennings van Raw Power Management werd hun manager.
In 2008 bracht de band hun eerste studioalbum Take Off Your Colors uit. Het album bereikte de #25 in de Britse albumcharts. Een tournee voor dit album vond plaats van 15 oktober tot 4 november 2008. In 2007 werd de band bij de Kerrang! Awards genomineerd als «Newcomer Band of the Year» en in 2008 als «Band of the Year». De band had hun eerste toer als headliner in 2009 van 6-13 maart 2009 met de 7: 7: 7 tour. In mei 2009 kwam de vijfde single Finders Keepers uit. De band speelde ook van 1 tot 23 augustus 2009 tijdens de Vans Warped Tour 2009 en mocht op 6 december 2009 optreden als voorprogramma van de band Paramore in Keulen, op 4 december in Berlijn en op 3 december in Hamburg. Ze traden ook op tijdens het Rock am Ring Festival in 2009.
Een jaar na het uitbrengen van hun debuutalbum kwam de Britse band terug met hun tweede album Hold Me Down. Op 17 juni 2011 waren ze een van de eerste bands die optraden tijdens het Hurricane Festival. In 2010 verloor You Me at Six van Bullet for My Valentine bij de Kerrang Awards voor de beste Britse band, maar won de prijs voor beste single van het jaar met Liquid Confidence.
In oktober 2011 bracht de band hun derde album uit op iTunes en in de vorm van een luxe editie op cd (bevat documentatie Bite My Tongue). Het album bereikte #3 in de hitlijsten. Het album bevat veel verwijzingen naar oude albums, bijvoorbeeld in Time Is Money, waar zanger Winston McCall van Parkway Drives te gast is, het album Hold Me Down zingt "We've grown a lot since hold me down" en in Crash wordt kort besproken op Always Attract: "Ik heb dit al eerder gezegd, maar tegenpolen trekken aan." Loverboy was de eerste single. De documentatie van de band is genoemd naar het nummer Bite My Tongue (met Oliver Sykes van Bring Me the Horizon). In 2011 en 2012 won de band eindelijk de Kerrang Award voor beste Britse band. De band werd in 2012 ook genomineerd in vijf categorieën. In 2013 won You Me at Six de prijs voor het beste concert van het jaar. Haar concert in het Wembley Stadium in 2012 werd bekroond. In november 2013 was de band het voorprogramma van 30 Seconds to Mars op hun Love Lust Faith and Dreams Tour in Duitsland, Zwitserland en het Verenigd Koninkrijk. Bovendien werd de single Lived a Lie in hetzelfde jaar onderdeel van de videogame FIFA 14.
In januari 2014 bracht de band hun vierde studioalbum uit. Het bereikte onmiddellijk de #1 in de officiële albumcharts in het Verenigd Koninkrijk. Nadat You Me At Six, als de openingsact van de muziekgroep 30 Seconds to Mars, verschillende optredens had in grote Duitse steden, kwam de band terug naar Duitsland als headliner voor een paar concerten in maart 2014 en speelde ze voornamelijk in clubs (bijv. STROM Linienclub in München).
Op 31 januari 2024 kondigde de band via haar socialemediakanalen aan dat ze in 2025 niet meer verder gaan als band. Na twintig jaar geven ze er de brui aan. Er volgen nog enkele afscheidsconcerten in 2024 en 2025 voordat de leden hun eigen weg zullen gaan.

## Stijl
You Me at Six speelt rockpop emocore met enkele screamo-elementen, die volgens Laut.de vooral worden gekenmerkt door krachtige drums en harde gitaarmuren. De muziek van de band werd in de loop der jaren wat zachter en is nu meer gericht op hardrock. Fall Out Boy wordt gebruikt als maatstaf.

## Discografie
- 2005: We know what it's like to be alone (ep)
  - tracks onder meer "New Jersey" en "The Liar and the Lighter".
- 2007: This turbulance is beautiful (ep)
  - tracks onder meer "The Rumour", "Gossip", "Noises" en "This Turbulence is Beautiful".
- 2008: Take Off Your Colors
- 2009: Kiss and Tell (ep)
- 2009: Take Off Your Colours (luxe-editie)
  - inclusief hun twee nieuwe liedjes en de clips ervan
- 2010: Hold Me Down
- 2010:  The Underdog (ep)
  - tracks onder meer akoestische versie van "Underdog".
- 2011:  Sinners Never Sleep
- 2012: The final Night Of Sin At Wembley Arena
- 2014: Cavalier Youth
- 2016: Night People
- 2018: VI
- 2018: The VI sessions (ep)
- 2021: Suckapunch
- 2021: Live From Gunnersville (ep)
- 2023: Truth Decay

### Singles
- 2007: Save it for the bedroom
- 2008: If I were in your shoes
- 2008: Gossip
- 2008: Jealous minds think alike
- 2009: Finders Keepers
- 2009: Kiss and Tell
- 2010: The Consequence
- 2010: Underdog
- 2010: Liquid Confidence
- 2010: Stay with Me
- 2011: Loverboy
- 2011: Bite My Tongue
- 2012: No One Does It Better
- 2013: Lived Lie
- 2014: Fresh Start Fever
- 2014: Room to Breathe
- 2014: Cold Night
- 2016: Night People
- 2016: Plus one
- 2016: Give
- 2016: Swear
- 2016: Heavy Soul
- 2018: Fast Forward
- 2018: 3AM
- 2018: I O U
- 2018: Back again